# Hololepidella laingensis
Hololepidella laingensis är en ringmaskart som beskrevs av Britayev, Doignon och Igor Eeckhaut 1999. Hololepidella laingensis ingår i släktet Hololepidella och familjen Polynoidae. Inga underarter finns listade i Catalogue of Life.